# Министерство туризма и культурного наследия Республики Узбекистан
Министерство туризма и культурного наследия Республики Узбекистан (англ. Ministry of Tourism and Cultural Heritage of the Republic of Uzbekistan узб. Oʻzbekiston Respublikasi Turizm va madaniy meros vazirligi) Министерство туризма и культурного наследия создано Указом Президента Республики Узбекистан Ш. М. Мирзиёева от 18 февраля 2022 года.

## Предыстория
В Республике Узбекистан, туризм и спорт уже не в первый раз объединяются в единой государственной структуре как министерство. Ниже приведены таблицы истории преобразования государственных структур относящихся к туризм и спорту:

## История
До 1992 года функционировало «Узбекский республиканский Совета по туризму и экскурсиям» Совета Федерации профсоюзов. В Узбекистане также функционировало "Бюро международного молодежного туризма «Спутник», Республиканское хозрасчётное объединение «Сайёх-интур»
- Указом Президента Республики Узбекистан, от 27.07.1992 г. № УП-447 было создано Национальная компания «Узбектуризм» в целях реализации единой республиканской политики в области туризма.[5]

- 2021 2022 Министерство туризма и спорта Республики Узбекистан;
- 18 февраля 2022 г. Министерство туризма и культурного наследия;

Указом Президента Республики Узбекистан от Абдухакимов Азиз назначен министром туризма и культурного наследия Республики Узбекистан.

## Задачи Министерства
Основной задачей Министерства является туризм, развитие, сохранение исторического наследия, государственное регулирование физической культуры и спорта во всех сферах, а также укрепление единства нации, развитие межгосударственного спорта.
Основные задачи:
1. в сфере туризма: эффективное управление туристскими объектами на основе ГЧП и внедрение в данную сферу современных информационных технологий; формирование и реализация целостной концепции развития туризма, ориентированной на коренное повышение туристского потенциала страны, а также осуществление единой государственной политики в сфере туризма; осуществление маркетинговых исследований на внешних и внутреннем рынках туристских услуг, реализация активной рекламно-информационной политики в сфере туризма, направленной на широкую пропаганду историко-культурного наследия, сохранение и развитие туристского имиджа нашей страны и др;
2. в сфере физической культуры и спорта: эффективное управление спортивными объектами на основе ГЧП и внедрение в данную сферу современных информационных технологий; реализация единой государственной политики, направленной на приобщение широких слоёв населения к занятиям спортом и ведению здорового образа жизни, воспитание физически здорового подрастающего поколения, развитие спортивной индустрии и инфраструктуры, обеспечение достойного представления страны в области спорта высших достижений на международной спортивной арене; координация деятельности физкультурных, спортивных обществ и клубов министерств и ведомств, спортивных федераций (ассоциаций) и др;
3. в сфере материального культурного наследия: эффективное управление объектами материально-культурного наследия на основе ГЧП; осуществление государственного контроля, ведение учёта, охрану, научное исследование и популяризацию, обеспечение рациональной эксплуатации объектов материального культурного наследия, в том числе музейных экспонатов и коллекций; эффективное исполнение международных договоров Узбекистана, в частности требований Конвенции об охране всемирного культурного и природного наследия, а также рекомендаций ЮНЕСКО и иных соответствующих международных организаций и др.[7]

## Достопримечательности
В таблице объекты расположены в порядке их добавления в список.
| # | Изображение | Название                                    | Местоположение                                               | Время создания   | Год внесения в список | №      | Критерии   |
| - | ----------- | ------------------------------------------- | ------------------------------------------------------------ | ---------------- | --------------------- | ------ | ---------- |
| 1 |             | Ичан-Кала                                   | Вилоят: Хорезмский                                           | примерно XIV век | 1990                  | № 543  | iii, iv, v |
| 2 |             | Исторический центр города Бухара            | Вилоят: Бухарский                                            | XII — XVI века   | 1993                  | № 602  | ii, iv, vi |
| 3 |             | Исторический центр города Шахрисабз         | Вилоят: Кашкадарьинский                                      | XV — XVI века    | 2000                  | № 885  | iii, iv    |
| 4 |             | Самарканд — перекрёсток культур             | Вилоят: Самаркандский                                        | XIV — XV века    | 2001                  | № 603  | i, ii, iv  |
| 5 |             | Западный Тянь-Шань (Чаткальский заповедник) | Вилоят: Ташкентский (совместно с Казахстаном и Кыргызстаном) | —                | 2016                  | № 1490 | x          |

### Предварительный список
| #  | Изображение                      | Название                                                                                           | Местоположение                                 | Время создания        | Год внесения в список | №      |
| -- | -------------------------------- | -------------------------------------------------------------------------------------------------- | ---------------------------------------------- | --------------------- | --------------------- | ------ |
| 1  | Изображение                      | Мавзолей Шейх Мухтара Вали                                                                         | Область: Хорезмская                            | XVI век               | 1996                  | № 798  |
| 2  | Изображение                      | Плотина Ханбанди                                                                                   | Область: Джизакская                            | X-XIII века           | 1996                  | № 809  |
| 3  | Изображание                      | Мавзолей Ак Астана-Баба                                                                            | Область: Сурхандарьинская                      | неизвестно            | 1996                  | № 801  |
| 4  |                                  | Городище Канка                                                                                     | Область: Ташкентская                           | VI—VII века           | 2008                  | № 5286 |
| 5  | Изображение                      | Шахрухия                                                                                           | Область: Ташкентская                           | X—XI века             | 2008                  | № 5287 |
| 6  | —                                | Дамба Абдулхан Банди                                                                               | Область: Джизакская                            | неизвестно            | 2008                  | № 5288 |
| 7  |                                  | Зааминские горы: Зааминский национальный парк, Зааминский государственный горно-арчовый заповедник | Область: Джизакская                            | XX век                | 2008                  | № 5289 |
| 8  | Изображение                      | Мавзолей Араб-Ата                                                                                  | Область: Самаркандская                         | V-VII века            | 2008                  | № 5290 |
| 9  |                                  | Исторический центр Коканда                                                                         | Область: Ферганская                            | X-XII века            | 2008                  | № 5291 |
| 10 | Изображение                      | Шахимардан                                                                                         | Область: Ферганская                            | неизвестно            | 2008                  | № 5292 |
| 11 | Изображение                      | Ахсикент                                                                                           | Область: Наманганская                          | III век               | 2008                  | № 5293 |
| 12 | Изображение                      | Древний Пап                                                                                        | Область: Наманганская                          | VIII век              | 2008                  | № 5294 |
| 13 |                                  | Гиссарские горы                                                                                    | Область: Сурхандарьинская                      | неизвестно            | 2008                  | № 5295 |
| 14 |                                  | Андижан                                                                                            | Область: Андижанская                           | IX век                | 2008                  | № 5296 |
| 15 | Изображение                      | Наскальные изображения Сийпантоша                                                                  | Область: Кашкадарьинская                       | неизвестно            | 2008                  | № 5297 |
| 16 |                                  | Древний Термез                                                                                     | Область: Сурхандарьинская                      | II—III века           | 2008                  | № 5298 |
| 17 | Изображение                      | Наскальные изображения Зараут-Сая                                                                  | Область: Сурхандарьинская                      | неизвестно            | 2008                  | № 5299 |
| 18 |                                  | Байсун                                                                                             | Область: Сурхандарьинская                      | неизвестно            | 2008                  | № 5300 |
| 19 | Изображение (недоступная ссылка) | Пойкент                                                                                            | Область: Бухарская                             | IV век                | 2008                  | № 5301 |
| 20 |                                  | Варахша                                                                                            | Область: Бухарская                             | IV век                | 2008                  | № 5302 |
| 21 |                                  | Мавзолей Чашма-Аюб                                                                                 | Область: Бухарская                             | XIV век               | 2008                  | № 5304 |
| 22 |                                  | Некрополь Чор-Бакр                                                                                 | Область: Бухарская                             | XVI век               | 2008                  | № 5305 |
| 23 |                                  | Архитектурный комплекс Бахауддина                                                                  | Область: Бухарская                             | XIV век               | 2008                  | № 5306 |
| 24 |                                  | Сармишсай                                                                                          | Область: Навоийская                            | 3000—900 лет до н. э. | 2008                  | № 5307 |
| 25 |                                  | Караван-сарай Рабат Малик                                                                          | Область: Навоийская                            | XI век                | 2008                  | № 5308 |
| 26 | Изображение                      | Мавзолей Мир-Сайид Бахром                                                                          | Область: Навоийская                            | неизвестно            | 2008                  | № 5309 |
| 27 | Изображение                      | Хазарасп                                                                                           | Область: Хорезмская                            | XI век                | 2008                  | № 5310 |
| 28 |                                  | Пустынные замки Хорезма                                                                            | Область: Хорезмская                            | неизвестно            | 2008                  | № 5311 |
| 29 |                                  | Вабкентский минарет                                                                                | Область: Бухарская                             | XII век               | 2008                  | № 5312 |
| 30 |                                  | Памятники Шёлкового пути в Узбекистане                                                             | —                                              | —                     | 2010                  | № 5500 |
| 31 |                                  | Великий шёлковый путь: Зеравшано-Каракумский коридор                                               | Области: Навоийская, Самаркандская, Бухарская  | I—XVI века            | 2021                  | № 6497 |
| 32 |                                  | Холодные пустыни Турана                                                                            | Область: Навоийская Республика: Каракалпакстан | —                     | 2021                  | № 6506 |